# Свінгери (фільм, 2018)
«Свінгери» (англ. Swingers) — копродукційна українсько-латвійська комедійна мелодрама 2018 року. Стрічка є українською кіноадаптацією латвійського фільму 2016 року «Svingeri» і розповідає про любовний трикутник між жінкою і двома чоловіками. У головних ролях Даша Астаф'єва, Олексій Вертинський, Любомир Валівоць.
Уперше фільм продемонстрували 1 січня 2018 року в широкому кінопрокаті в Україні.

## Сюжет
Заможний бізнесмен Ігор нудьгує в компанії своєї дівчини Ілони — гламурної «світської левиці», яка більше за нього самого любить його гроші й хоче стати дизайнером піжам за його рахунок. Тим часом у хрущовку повертається з роботи лікар-пульмонолог Андрій. Його дружина працівниця паспортного столу Ірина в халаті та бігуді вимагає сексу, на який у нього немає ані сил, ані бажання. 10 років рутини в шлюбі вбили будь-яку пристрасть у цієї пари. Аби втамувати свої сексуальні потреби Ірина мастурбує на фото відомого українського співака Олега Винника.
Ігор та Ірина підбурюють своїх партнерів вдатися до сексуального експерименту — свінгерського вечору. Що буде, якщо ці пари поміняються партнерами?
Тим часом 30-річну вчительку англійської мови Свєту виставив оголеною на балкон коханець, коли його дружина раптово повернулася до квартири. Урятувати й обігріти її може тільки сусід по балкону Денис. Але вечір перестає бути млявим, коли на порозі в Дениса з'являється продюсер Едуард.

## У ролях
У фільмі брали участь такі актори:
| Актор               | Персонаж | Роль                             |
| ------------------- | -------- | -------------------------------- |
| Ольга Полякова      | Ілона    | гламурна світська левиця         |
| Михайло Кукуюк      | Ігор     | бізнесмен, заможний альфа-самець |
| Даша Астаф'єва      | Свєта    | учителька англійської мови       |
| Олексій Вертинський | Едуард   | естет-продюсер                   |
| Ганна Саліванчук    | Ірина    | працівниця паспортного столу     |
| В'ячеслав Довженко  | Андрій   | лікар-пульмонолог                |
| Любомир Валівоць    | Денис    | молодий сусід Свєти              |

## Сприйняття

### Відгуки кінокритиків
Фільм отримав змішані відгуки від українських кінокритиків. Так Ярослав Підгора-Гвяздовський у своїй рецензії для «Детектор медіа» відгукнувся про фільм схвально й написав, що «сглядач отримує коктейль, придатний для вжитку. Не всіма, очевидно, але тими, хто може подібним зацікавитися». Оглядач Geek Journal різко розкритикував фільм, відзначивши низький рівень акторської гри, несмішні жарти та нелогічний сценарій.

### Касові збори
Під час показу в Україні, що розпочався 1 січня 2018 року, протягом першого тижня на фільм було продано 128,7 тисяч квитків, фільм показали на 227 екранах і він зібрав ₴10,8 мільйона, що на той час дозволило йому зайняти 2 місце серед усіх прем'єр.
Протягом другого вікенду на стрічку було продано 44 850 квитків, фільм показали на 186 екранах і він зібрав ₴ 3 616 660, довівши загальні збори за два тижні до ₴ 17 846 030, що на той час дозволило йому зайняти 4 місце серед усіх прем'єр ($630 тис.).
Протягом третього вікенду на стрічку було продано 18 376 квитків, її показали на 83 екранах і вона зібрала ₴ 1 420 172, довівши загальні збори за два тижні до ₴ 20 411 845, що на той час дозволило йому зайняти 8 місце серед усіх прем'єр ($710 тис.).
Протягом четвертого вікенду на стрічку було продано 7 050 квитків, фільм показали на 46 екранах і він зібрав ₴ 564 994, довівши загальні збори за два тижні до ₴ 21 383 711, що на той час дозволило йому зайняти 10 місце серед усіх прем'єр ($749 тис.).
Загалом стрічка протрималася 17 тижнів в українському прокаті і заробила ₴22,2 млн. ($0.85 млн.)

## Сиквел
5 грудня 2018 року на українські екрани вийшов сиквел Свінгери 2. Українським дистриб'ютором другої частини стала компанія Вольґа Україна, хоча прокатом першої частини в Україні займалася UFD.

## Нагороди та номінації
| Список нагород та номінацій | Список нагород та номінацій | Список нагород та номінацій | Список нагород та номінацій | Список нагород та номінацій | Список нагород та номінацій |
| Кінофестиваль/Кінопремія    | Рік                         | Категорія                   | Номінант(и)                 | Результат                   | Дж                          |
| --------------------------- | --------------------------- | --------------------------- | --------------------------- | --------------------------- | --------------------------- |
| Премія «Золота дзиґа»       | 19.04.2019                  | Премія глядацьких симпатій  | Свінгери                    | Номінація                   | [ 23 ]                      |